# Antonino Rocca
Antonino Biasetton, mais conhecido pelo seu ring name Antonino Rocca (Treviso, 13 de Abril de 1921 – Nova Iorque, 15 de Março de 1977) foi um lutador de wrestling profissional italiano.

## Biografia
Rocca era um dos mais carismáticos wrestlers (face) da era da World Wide Wrestling Federation. Morreu em 15 de Março de 1977, vítima de uma infecção urinária. Ele foi introduzido no Corredor da Fama da WWF em 1995, por Diesel.